# Férfi négyesbob a 2002. évi téli olimpiai játékokon
A 2002. évi téli olimpiai játékokon a bob férfi négyes versenyszámát február 22-én és 23-án rendezték Park Cityben. Az aranyérmet a német André Lange, Enrico Kühn, Kevin Kuske, Carsten Embach összeállítású négyes nyerte meg. A Frankl Nicholas, Gyulai Márton, Pintér Bertalan, Zsombor Zsolt (tartalék: Pallai Péter) összeállítású magyar csapat a 23. helyen végzett.

## Eredmények
A verseny négy futamból állt. A negyedik futamban az első három futam időeredményeinek összesítése alapján az első 20 páros vehetett részt. A négy futam időeredményének összessége határozta meg a végső sorrendet. Az időeredmények másodpercben értendők. A futamok legjobb időeredményei vastagbetűvel olvashatóak.
| Helyezés | Csapat                                                                                                  | 1.    | 2.            | 3.            | 4.       | Össz.         |
| -------- | --- | ----- | ------------- | ------------- | -------- | ------------- |
| Arany    | Németország (GER)-2 · André Lange · Enrico Kühn · Kevin Kuske · Carsten Embach                          | 46,71 | 46,64         | 46,84         | 47,32    | 3:07,51       |
| Ezüst    | Egyesült Államok (USA)-1 · Todd Hays · Randy Jones · Bill Schuffenhauer · Garrett Hines                 | 46,65 | 46,61         | 47,22         | 47,33    | 3:07,81       |
| Bronz    | Egyesült Államok (USA)-2 · Brian Shimer · Mike Kohn · Doug Sharp · Dan Steele                           | 46,83 | 46,82         | 46,98         | 47,23    | 3:07,86       |
| 4.       | Svájc (SUI)-1 · Martin Annen · Silvio Schäufelberger · Beat Hefti · Cédric Grand                        | 46,72 | 46,63         | 47,11         | 47,49    | 3:07,95       |
| 5.       | Franciaország (FRA)-1 · Bruno Mingeon · Éric Le Chanony · Christophe Fouquet · Alexandre Arbez          | 46,92 | 46,86         | 47,25         | 47,53    | 3:08,56       |
| 6.       | Svájc (SUI)-2 · Christian Reich · Steve Anderhub · Guido Acklin · Urs Aeberhard                         | 46,71 | 46,93         | 47,33         | 47,62    | 3:08,59       |
| 7.       | Lettország (LAT)-1 · Sandis Prūsis · Mārcis Rullis · Jānis Silarājs · Jānis Ozols                       | 46,99 | 46,82         | 47,60         | 47,65    | 3:09,06       |
| 8.       | Oroszország (RUS)-1 · Jevgenyij Popov · Pjotr Makarcsuk · Szergej Golubev · Dmitrij Sztyopuskin         | 47,14 | 46,98         | 47,45         | 47,58    | 3:09,15       |
| 9.       | Kanada (CAN) · Pierre Lueders · Ken Leblanc · Giulio Zardo · Pascal Caron                               | 47,12 | 46,97         | 47,41         | 47,67    | 3:09,17       |
| 10.      | Franciaország (FRA)-2 · Bruno Thomas · Michel André · Thibault Giroud · Philippe Paviot                 | 46,88 | 47,03         | 47,47         | 47,82    | 3:09,20       |
| 11.      | Nagy-Britannia (GBR)-1 · Neil Scarisbrick · Scott Rider · Philip Goedluck · Dean Ward                   | 47,09 | 47,05         | 47,44         | 47,79    | 3:09,37       |
| 12.      | Lettország (LAT)-2 · Gatis Gūts · Intars Dīcmanis · Māris Rozentāls · Gunārs Bumbulis                   | 46,99 | 46,99         | 47,80         | 47,66    | 3:09,44       |
| 13.      | Ausztria (AUT) · Wolfgang Stampfer · Michael Müller · Klaus Seelos · Martin Schützenauer                | 47,19 | 47,27         | 47,51         | 47,60    | 3:09,57       |
| 14.      | Nagy-Britannia (GBR)-2 · Lee Johnston · Phil Harries · David McCalla · Paul Attwood                     | 47,06 | 47,32         | 47,41         | 47,98    | 3:09,77       |
| 15.      | Csehország (CZE) · Pavel Puškár · Milan Studnička · Peter Kondrát · Ivo Danilevič · Jan Kobián          | 47,23 | 47,17         | 47,58         | 47,95    | 3:09,93       |
| 16.      | Oroszország (RUS)-2 · Alekszandr Zubkov · Alekszej Szeliversztov · Filipp Jegorov · Alekszej Andrjunyin | 47,26 | 47,09         | 47,76         | 48,04    | 3:10,15       |
| 17.      | Hollandia (NED) · Arend Glas · Edwin van Calker · Timothy Beck · Marcel Welten                          | 47,15 | 47,18         | 47,82         | 48,23    | 3:10,38       |
| 18.      | Lengyelország (POL) · Tomasz Żyła · Dawid Kupczyk · Krzysztof Sieńko · Tomasz Gatka                     | 47,22 | 47,48         | 47,93         | 48,10    | 3:10,73       |
| 19.      | Olaszország (ITA) · Fabrizio Tosini · Andrea Pais de Libera · Massimiliano Rota · Giona Cividino        | 47,48 | 47,40         | 48,11         | 47,97    | 3:10,96       |
| 20.      | Japán (JPN) · Szuzuki Hirosi · Miura Sindzsi · Doigava Sindzsi · Inoue Maszanori                        | 47,65 | 47,46         | 47,92         | 48,14    | 3:11,17       |
| 21.      | Románia (ROU) · Florian Enache · Adrian Duminicel · Iulian Păcioianu · Teodor Demetriad                 | 47,59 | 47,66         | 48,19         | 48,22    | 3:11,66       |
| 22.      | Ukrajna (UKR) · Oleh Polivacs · Bohdan Zamosztyanik · Olekszandr Ivanisin · Jurij Zsuravszkij           | 48,03 | 48,09         | 48,76         | 48,89    | 3:13,77       |
| 23.      | Magyarország (HUN) · Frankl Nicholas · Gyulai Márton · Pintér Bertalan · Zsombor Zsolt                  | 48,26 | 48,18         | 49,03         | 49,08    | 3:14,55       |
| 24.      | Szlovákia (SVK) · Milan Jagnešák · Braňo Prieložný · Marián Vanderka · Róbert Kresťanko                 | 47,80 | 47,88         | 51,10         | 48,64    | 3:15,42       |
| 25.      | Jugoszlávia (SCG) · Boris Rađenović · Dalibor Ðurđić · Rašo Vucinić · Vuk Rađenović                     | 48,66 | 48,79         | 48,97         | 49,13    | 3:15,55       |
| 26.      | Horvátország (CRO) · Ivan Šola · Boris Lovrić · Ðulijano Koludra · Niki Drpić                           | 48,84 | 48,45         | 49,17         | 49,68    | 3:16,14       |
| 27.      | Brazília (BRA) · Eric Maleson · Matheus Facho Inocêncio · Edson Bindilatti · Cristiano Rogério Pães     | 48,91 | 48,76         | 49,44         | 49,62    | 3:16,73       |
| 28.      | Monaco (MON) · Albert Grimaldi · Charles Oula · Sébastien Gattuso · Patrice Servelle                    | 47,82 | 48,02         | 52,44         | 48,91    | 3:17,19       |
| 29.      | Tajvan (TPE) · Chen Chin-San · Chen Chien-Li · Lin Ruei-Ming · Chen Chien-Sheng                         | 48,86 | 49,19         | 50,03         | 49,68    | 3:17,76       |
| –        | Norvégia (NOR) · Arnfinn Kristiansen · Ole Christian Strømberg · Bjarne Røyland · Mariusz Musial        | 47,02 | 47,18         | 47,84         | kizárták | kizárták      |
| –        | Németország (GER)-1 · Christoph Langen · Markus Zimmermann · Franz Sagmeister · Stefan Barucha          | 46,91 | 46,77         | nem ért célba | –        | nem ért célba |
| –        | Új-Zéland (NZL) · Alan Henderson · Steve Harrison · Angus Ross · Mark Edmond                            | 50,67 | nem ért célba | –             | –        | nem ért célba |
| –        | Amerikai Virgin-szigetek (ISV) · Keith Sudziarski · Paul Zar · Christian Brown · Michael Savitch        | 51,36 | nem ért célba | –             | –        | nem ért célba |